# Flydubai
Dubai Aviation Corporation (араб. مؤسسة دبي للطيران‎), действующая как Flydubai (араб. فلاي دبي‎), — государственная авиакомпания Объединённых Арабских Эмиратов со штаб-квартирой в международном аэропорту Дубай. Выполняет рейсы из Терминала 2 этого аэропорта, а также с декабря 2018 года из Терминала 3 для некоторых направлений.
Маршрутная сеть регулярных перевозок авиакомпании состоит из 94 пунктов на Ближнем Востоке, в Африке, Азии и Европе.

## История
Авиакомпания Flydubai была основана в июле 2008 года правительством эмирата Дубай. Несмотря на то, что компания не является дочерним подразделением авиационного холдинга The Emirates Group, данная группа на начальном этапе оказала серьёзную поддержку вновь образованному перевозчику.
14 июля 2008 года на авиасалоне в Фарнборо Flydubai заключила твёрдый контракт с американской авиастроительной корпорацией Boeing на поставку пятидесяти самолётов Boeing 737-800, общая сумма сделки при этом составила 3,74 миллиарда долларов США. В контракте также оговаривалось право перевозчика поменять в процессе исполнения договора заказ оставшихся к поставке Boeing 737—800 на более вместительные лайнеры Boeing 737-900ER.
Первый самолёт по контракту был поставлен 17 мая 2009 года, и 1 июня того же года Flydubai начала операционную деятельность с выполнения регулярных рейсов из Дубая в Бейрут (Ливан) и Амман (Иордания).
13 февраля 2013 года авиакомпания объявила о переговорах с обоими концернами Boeing и Airbus о намерении заключить контракт на поставку ещё пятидесяти лайнеров. 19 июня 2013 года руководство компании проинформировало СМИ о том, что самолёты из новой поставки будут комплектоваться салонами бизнес-класса вместимостью 12 пассажирских кресел каждый.
1 июня 2019 авиакомпания отметила десятилетие с начала полётов.

## Операционные показатели
|                                      | 2012   | 2013   | 2014   | 2015   |
| Оборот (в млн AED)                   | 2778   | 3700   | 4400   | 4900   |
| Прибыль (в млн AED)                  | 151,9  | 222,8  | 250,0  | 100,7  |
| Пассажиропоток (млн человек)         | 5,10   | 6,82   | 7,25   | 9,04   |
| Количество самолётов (на 31 декабря) | 28     | н/д    | 43     | 50     |
| Количество маршрутов                 | 52     | 66     | 86     | 95     |
| Источники                            | [ 11 ] | [ 12 ] | [ 13 ] | [ 14 ] |

## Флот
В феврале 2023 года воздушный флот авиакомпании Flydubai составляли следующие самолёты:
| Изображение | Тип               | В эксплуатации | Заказано | Пассажирских мест | Пассажирских мест | Пассажирских мест |
| Изображение | Тип               | В эксплуатации | Заказано | C                 | Y                 | Всего             |
| ----------- | ----------------- | -------------- | -------- | ----------------- | ----------------- | ----------------- |
|             | Boeing 737-800    | 29             | 0        | 0                 | 189               | 189               |
| 12          | Boeing 737-800    | 29             | 0        | 162               | 174               |                   |
|             | Boeing 737 MAX 8  | 56             | 75       | 10                | 156               | 166               |
|             | Boeing 737 MAX 9  | 3              | 67       | 10                | 156               | 166               |
|             | Boeing 737 MAX 10 | 0              | 50       | н/д               | н/д               | н/д               |
|             | Всего             | 88             | 192      |                   |                   |                   |

## Направления
По состоянию на январь 2021 года авиакомпания Flydubai выполняет рейсы по 97 направлениям в 43 страны мира.
В страны Европы:
- Австрия
  - Вена
  - Зальцбург
- Азербайджан
  - Баку
  - Габала
- Армения
  - Ереван
- Босния и Герцеговина
  - Сараево
- Грузия
  - Тбилиси
  - Батуми
  - Кутаиси
- Италия
  - Катания
  - Пиза
  - Неаполь
  - Милан
  - Рим
  - Сардиния
- Македония
  - Скопье
- Польша
  - Краков
  - Варшава
- Россия
  - Москва
  - Санкт-Петербург
  - Волгоград
  - Воронеж
  - Екатеринбург
  - Новосибирск
  - Казань
  - Краснодар
  - Махачкала
  - Минеральные воды
  - Ростов-на-Дону
  - Самара
  - Сочи
  - Уфа
  - Грозный
- Сербия
  - Белград
- Словакия
  - Братислава
- Турция
  - Стамбул
  - Анкара
- Украина
  - Киев
  - Одесса
- Хорватия
  - Дубровник
- Черногория
  - Подгорица
  - Тиват (сезонные)
- Чехия
  - Прага
- Беларусь
  - Минск

В страны Азии:
- Афганистан
  - Кабул
- Бангладеш
  - Дакка
  - Силхет
  - Читтагонг
- Бахрейн
  - Манама
- Иордания
  - Амман
- Израиль
  - Тель-Авив
- Индия
  - Дели
  - Ахмадабад
  - Кочи
  - Лакхнау
  - Мумбаи
  - Тхируванантапурам
  - Хайдарабад
  - Ченнаи
- Ирак
  - Багдад
  - Ан-Наджаф
  - Басра
- Иран
  - Тегеран
  - Ахваз
  - Бендер-Аббас
  - Исфахан
  - Лар
  - Мешхед
  - Шираз
- Казахстан
  - Астана
  - Алматы
  - Шымкент
- Кыргызстан
  - Бишкек
- Ливан
  - Бейрут
- Мальдивы
  - Мале
- Непал
  - Катманду
- Оман
  - Маскат
  - Салала
- Пакистан
  - Карачи
  - Кветта
  - Мултан
  - Сиалкот
  - Фейсалабад
- Саудовская Аравия
  - Эр-Рияд
  - Абха
  - Даммам
  - Джидда
  - Гассим
  - Медина
  - Табук
  - Хаиль
  - Эль-Джауф
  - Эль-Хуфуф
  - Янбу
  - Таиф
- Таджикистан
  - Душанбе
- Туркменистан
  - Ашхабад
- Узбекистан[17]
  - Ташкент
- Шри-Ланка
  - Коломбо
  - Маттала

В страны Африки:
- Джибути
  - Джибути
- Египет
  - Александрия
- Сомали
  - Харгейса
- Судан
  - Хартум
  - Порт-Судан
- Танзания
  - Дар-Эс-Салам
  - Занзибар
  - Килиманджаро
- Уганда
  - Энтеббе
- Эритрея
  - Асмэра
- Эфиопия
  - Аддис-Абеба
- Южный Судан
  - Джуба

## Катастрофы и происшествия
| Дата                | Бортовой номер | Место аварии   | Жертвы | Краткое описание |
| ------------------- | -------------- | -------------- | ------ | --- |
| 22 апреля 2012 года | A6-FDK         | Дубай          | 0/100  | Boeing 737-800, набиравший высоту после взлёта из аэропорта Дубая, допустил опасное сближение в воздухе с самолётом Airbus A320 авиакомпании Air Arabia (борт. номер A6-ABS), но избежал столкновения. |
| 26 января 2015 года | A6-FEK         | Багдад         | 0/154  | Boeing 737-800, следовавший из Дубая в Багдад, был обстрелян при заходе на посадку. Один пассажир получил пулевое ранение, ещё двое — лёгкие травмы.                                                   |
| 19 марта 2016 года  | A6-FDN         | Ростов-на-Дону | 62/62  | Boeing 737-800, следовавший из Дубая в Ростов-на-Дону, потерпел катастрофу при прерванном заходе на посадку. Все находившиеся на борту погибли.                                                        |